# Густаво Нонато
Густаво Нонато (порт. Gustavo Nonato, нар. 3 березня 1998, Сан-Паулу) — бразильський футболіст, півзахисник клубу «Флуміненсе».

## Ігрова кар'єра
Народився 3 березня 1998 року в місті Сан-Паулу. Вихованець футбольної школи клубу «Сан-Каетану». Дорослу футбольну кар'єру розпочав 2016 року в основній команді того ж клубу, в якій провів три сезони, взявши участь у 9 матчах Ліги Пауліста.
Своєю грою за цю команду привернув увагу представників тренерського штабу клубу «Інтернасьйонал» з Порту-Алегрі, до складу якого приєднався влітку 2018 року на правах оренди. Спочатку Густаво грав за молодіжну команду, а 17 лютого 2019 року дебютував за першу команду, вийшовши в стартовому складі в домашній грі «Кашіасом» (2:1) у Лізі Гаушу. 23 вересня «Інтернасьйонал» викупив Нонато, підписавши з ним контракт до кінця 2023 року. Загалом за 3 роки провів у команді 91 матч і забив 6 голів.
30 липня 2021 року «Флуміненсе» оголосив про перехід Нонато в оренду, де провів один рік, після чого 1 вересня 2022 року перейшов у болгарський «Лудогорець». Він розпочав сезон 2022/23 як гравець стартового складу, але поступово втратив місце в основі, хоч і виграв з нею «золотий дубль». В результаті 31 липня 2023 року Нонато було віддано в оренду до кінця сезону у «Сантус». Наприкінці сезону бразильський клуб підписав повноцінний контракт з гравцем, відправивши у зворотному напрямку до Болгарії свого нападника Руана Круза. Втім, і у «Сантусі» Нонате не зміг стати основним і 11 липня 2024 року був відданий в оренду у «Флуміненсе». Станом на 1 червня 2025 року відіграв за команду з Ріо-де-Жанейро 17 матчів в національному чемпіонаті.

## Статистика виступів

### Статистика клубних виступів
Станом на 30 червня 2025
| Сезон                      | Команда                    | Чемпіонат                  | Чемпіонат | Чемпіонат | Національний кубок | Національний кубок | Національний кубок | Континентальні кубки | Континентальні кубки | Континентальні кубки | Інші змагання | Інші змагання | Інші змагання | Усього | Усього | Усього |
| Сезон                      | Команда                    | Ліга                       | Ігор      | Голів     | Ліга               | Ігор               | Голів              | Ліга                 | Ігор                 | Голів                | Ліга          | Ігор          | Голів         | Ігор   | Голів  |        |
| -------------------------- | -------------------------- | -------------------------- | --------- | --------- | ------------------ | ------------------ | ------------------ | -------------------- | -------------------- | -------------------- | ------------- | ------------- | ------------- | ------ | ------ | ------ |
| 2016                       | «Сан-Каетану»              | ЛП2                        | 2         | 0         | КБ                 | 1                  | 0                  | -                    | -                    | -                    | -             | -             | -             | 3      | 0      |        |
| 2017                       | «Сан-Каетану»              | ЛП2                        | 2         | 0         | КБ                 | 7                  | 0                  | -                    | -                    | -                    | -             | -             | -             | 9      | 0      |        |
| 2018                       | «Сан-Каетану»              | ЛП                         | 5         | 0         | КБ                 | 0                  | 0                  | -                    | -                    | -                    | -             | -             | -             | 5      | 0      |        |
| Усього за «Сан-Каетану»    | Усього за «Сан-Каетану»    | Усього за «Сан-Каетану»    | 9         | 0         |                    | 8                  | 0                  |                      | -                    | -                    |               | -             | -             | 17     | 0      |        |
| 2019                       | «Інтернасьйонал»           | ЛГ+A                       | 7+26      | 0+3       | КБ                 | 8                  | 0                  | ЛЧ                   | 5                    | 0                    | -             | -             | -             | 46     | 3      |        |
| 2020                       | «Інтернасьйонал»           | ЛГ+A                       | 8+11      | 2+1       | КБ                 | 3                  | 0                  | ЛЧ                   | 4                    | 0                    | -             | -             | -             | 26     | 3      |        |
| січ.-лип. 2021             | «Інтернасьйонал»           | ЛГ+A                       | 11+3      | 1+0       | КБ                 | 0                  | 0                  | ЛЧ                   | 5                    | 0                    | -             | -             | -             | 19     | 1      |        |
| Усього за «Інтернасьйонал» | Усього за «Інтернасьйонал» | Усього за «Інтернасьйонал» | 26+40     | 3+4       |                    | 11                 | 0                  |                      | 14                   | 0                    |               | -             | -             | 91     | 7      |        |
| лип.-груд. 2021            | «Флуміненсе»               | ЛК+A                       | 0+16      | 0         | КБ                 | 2                  | 0                  | ЛЧ                   | -                    | -                    | -             | -             | -             | 18     | 0      |        |
| 2022                       | «Флуміненсе»               | ЛК+A                       | 10+17     | 3+0       | КБ                 | 6                  | 1                  | ЛЧ+СА                | 0+4                  | 0                    | -             | -             | -             | 37     | 4      |        |
| 2022–23                    | «Лудогорець»               | A                          | 22        | 1         | КБ                 | 6                  | 1                  | ЛЄ+ЛК                | 6+2                  | 1+0                  | -             | -             | -             | 36     | 3      |        |
| лип.-серп. 2023            | «Лудогорець»               | A                          | 2         | 0         | КБ                 | -                  | -                  | ЛЧ                   | 1                    | 0                    | СБ            | -             | -             | 3      | 0      |        |
| Усього за «Лудогорець»     | Усього за «Лудогорець»     | Усього за «Лудогорець»     | 24        | 1         |                    | 6                  | 1                  |                      | 9                    | 1                    |               | -             | -             | 39     | 3      |        |
| серп.-груд. 2023           | «Сантус»                   | ЛП+A                       | 0+14      | 0+1       | -                  | -                  | -                  | -                    | -                    | -                    | -             | -             | -             | 14     | 1      |        |
| січ.-лип. 2024             | «Сантус»                   | ЛП+B                       | 7+1       | 0         | КБ                 | 0                  | 0                  | -                    | -                    | -                    | -             | -             | -             | 8      | 0      |        |
| Усього за «Сантус»         | Усього за «Сантус»         | Усього за «Сантус»         | 7+15      | 0+1       |                    | 0                  | 0                  |                      | -                    | -                    |               | -             | -             | 22     | 1      |        |
| лип.-груд. 2024            | «Флуміненсе»               | ЛК+A                       | 0+10      | 0         | КБ                 | 1                  | 0                  | ЛЧ                   | 1                    | 0                    | РПА           | -             | -             | 12     | 0      |        |
| 2025                       | «Флуміненсе»               | ЛК+A                       | 5+7       | 0         | КБ                 | 4                  | 0                  | ПАК                  | 4                    | 1                    | КЧС           | 4             | 1             | 24     | 2      |        |
| Усього за «Флуміненсе»     | Усього за «Флуміненсе»     | Усього за «Флуміненсе»     | 15+50     | 3+0       |                    | 13                 | 1                  |                      | 9                    | 1                    |               | 4             | 1             | 91     | 6      |        |
| Усього за кар'єру          | Усього за кар'єру          | Усього за кар'єру          | 186       | 12        |                    | 38                 | 2                  |                      | 32                   | 2                    |               | 4             | 1             | 260    | 17     |        |

## Титули і досягнення
- Переможець Ліги Каріока (1):

«Флуміненсе»: 2022
- Чемпіон Болгарії (1):

«Лудогорець»: 2022/23
- Володар Кубка Болгарії (1):

«Лудогорець»: 2022/23